# Archohelia limonensis
Espèce
Archohelia limonensis est une espèce éteinte de coraux de la famille des Oculinidae.